# Hanvoile
Hanvoile é uma comuna francesa na região administrativa de Altos da França, no departamento de Oise. Estende-se por uma área de 5,88 km². Em 2010 a comuna tinha 657 habitantes (densidade: 111,7 hab./km²).